# Uppsjön (Älghults socken, Småland)
Uppsjön är en sjö i Uppvidinge kommun i Småland och ingår i Alsteråns huvudavrinningsområde. Sjön har en area på 0,0682 kvadratkilometer och ligger 170,1 meter över havet.

## Delavrinningsområde
Uppsjön ingår i det delavrinningsområde (632876-149723) som SMHI kallar för Utloppet av Öasjön. Medelhöjden är 171 meter över havet och ytan är 59,86 kvadratkilometer. Räknas de 7 avrinningsområdena uppströms in blir den ackumulerade arean 306,81 kvadratkilometer. Badebodaån som avvattnar avrinningsområdet har biflödesordning 2, vilket innebär att vattnet flödar genom totalt 2 vattendrag innan det når havet efter 72 kilometer. Avrinningsområdet består mestadels av skog (84 %). Avrinningsområdet har 2,41 kvadratkilometer vattenytor vilket ger det en sjöprocent på 4 %. Bebyggelsen i området täcker en yta av 0,54 kvadratkilometer eller 1 % av avrinningsområdet.